# MAVO

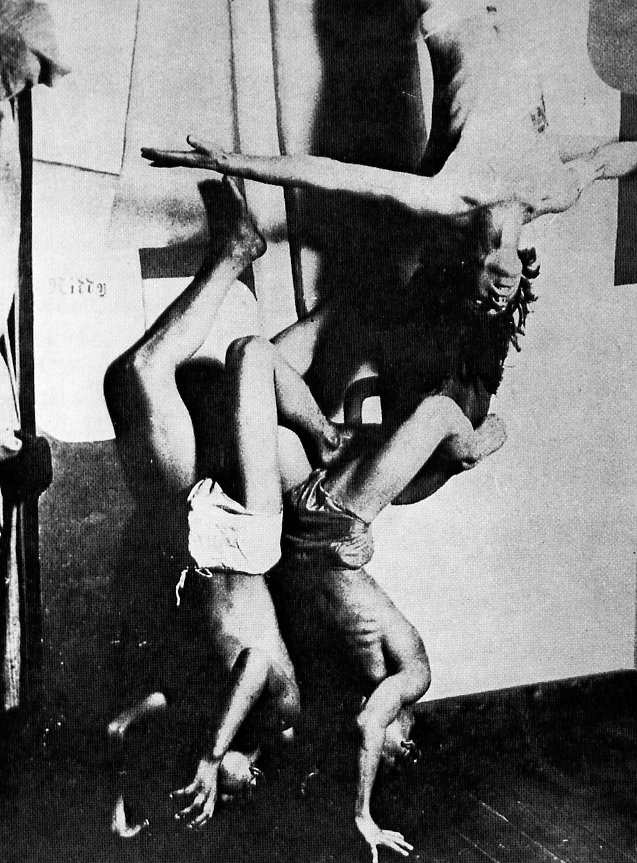
村山知義宅（推定）で踊る住谷磐根、岡田龍夫、高見澤路直（『マヴォ』3号掲載）1924年。

MAVO（マヴォ）とは、日本のダダ運動の先駆をなすグループ。

## 概要
関東大震災直前の1923年（大正12年）6月20日、ベルリンから帰国した美術家・村山知義の呼びかけで結成された。結成時のメンバーには、旧未来派美術協会の美術家・柳瀬正夢、詩人の尾形亀之助、画家の大浦周蔵と門脇晋郎がいた。彼らは「ダダイスト」ならぬ「マヴォイスト」を自称。マヴォの語義には「同人の頭文字」や「撒き散らした紙片の文字」など諸説あるが定かではない。後に岡田龍夫、牧寿雄、戸田達雄および高見沢路直（のちの、田河水泡）、亡命ロシア人の画家、ワルワーラ・ブブノワ、プロレタリア画家岡本唐貴といった面々も参加している。1925年解散。
「マヴォの宣言」（抜粋）

## 活動
1923年7月、浅草の伝法院で第1回展開催。パンフレットで、村山の起草による「マヴォの宣言」が発表される。
8月、「二科落選歓迎移動展覧会」を計画、実施予告をして新聞報道を賑わす。これは二科展落選作品を集めて公道を練り歩く移動展の企画であったが、上野署の命令で直前に中止された。また、11月の第2回展は「街頭へ、広場へ、絶望へ、虚無へ、アトムの転換へ！」をスローガンに、美術館を忌避して、東京市内外の約20ヶ所の飲食店に分散して同時開催した。
翌1924年7月、斬新なデザインや版画を収めた機関誌『マヴォ』を創刊。テーマは狭義の美術としての絵画や彫刻のみならず演劇や建築まで多岐に渡り、西洋の思想や理論の紹介も交えながら、1925年までに7号が刊行された。内容だけでなく装飾においてもデザインにおける実験性が随所に見られる。このうち3号は、高見沢路直の癇癪玉をコラージュした《ラシヤメンの像》を表紙にしていたため、発禁回収処分になった。

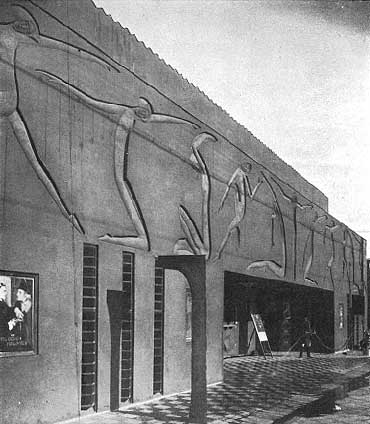
「葵館」外観（彫刻家・荻島安二によるレリーフ）。

関東大震災の復興の途にあった1924年、マヴォは建築団体に混じって「帝都復興創案展」に参加し、「マヴォ理髪店」や「葵館」といった実際の建築にも携わった。同年10月、マヴォを含む新興芸術の諸団体によって結成された「三科」の展開に相乗して、マヴォの脱領域性は一弾と高まる。
一くせも二くせもある個性ゆたかな人々がよりあつまるこのグループは、絵画よりも、むしろ他の分野を重視し、活動範囲が立体作品（彫刻）、建築、広告・デザイン、演劇、ダンスなどから、当時震災後のバラック設計から舞台、ポスター、彫刻、詩、文学と幅広く、そのうえトラックにのってピストルをぶっぱなちつつ、警官隊に追われながら銀座の街をデモンストレーションする[要出典]といった派手きわまりない行動により、当時からジャーナリズムの目をひき、今も前衛芸術運動史に確かな位置を占めており、このグループについて書かれたものも少なくはない。
1925年9月にマヴォの過激派である岡田龍夫らが三科展の会場にて騒動を起こし、三科は解散。それに伴ってマヴォも休止した。